# 短棘盤唇鱨
短棘盤唇鱨，為輻鰭魚綱鯰形目倒立鯰科的其中一種，分布於非洲辛巴威、莫三比克、南非及史瓦濟蘭間的三比西河與凌波波河流域，體長可達6.5公分，喜棲息在多岩石的激流，屬肉食性，以水生昆蟲等為食，繁殖期雌魚在礫石間產卵。

## 扩展阅读
維基物種上的相關：短棘盤唇鱨